# Peyssonnelia squamaria
La rosa di mare (Peyssonnelia squamaria (S.G. Gmelin) Decaisne, 1841) è un'alga rossa della famiglia delle Peyssonneliaceae, diffusa nel mar Mediterraneo e nell'Atlantico nord-orientale.

## Descrizione
È un'alga rossa incrostante, con lamine orizzontali a ventaglio, di colore dal rosa scuro al rosso bruno.

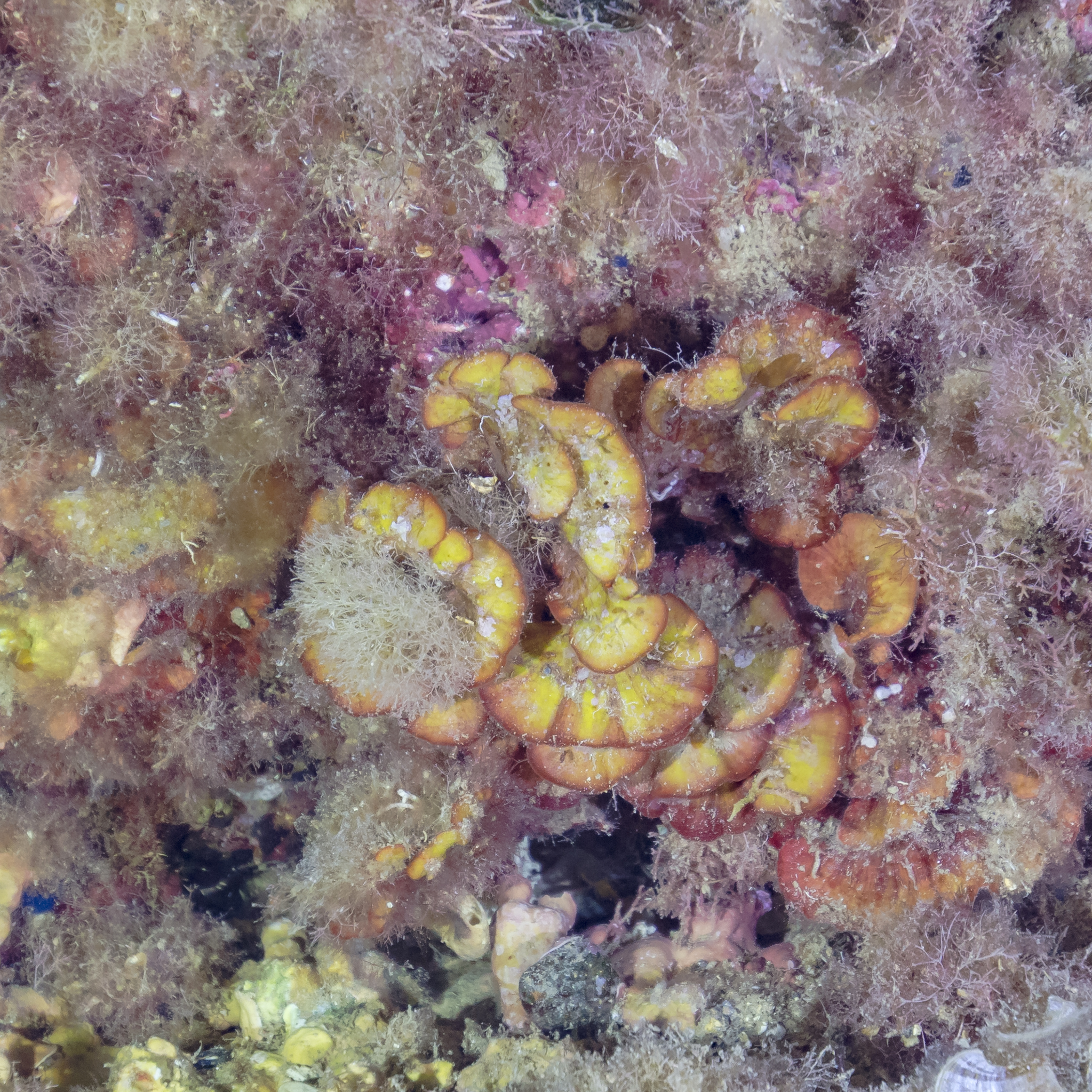
Esemplare nella costa mediterranea della Spagna

## Distribuzione e habitat
Comune nel mar Mediterraneo e nel versante nord-orientale dell'oceano Atlantico.
È una specie sciafila che cresce su fondali rocciosi poco illuminati, da pochi metri di profondità (in genere all'interno di grotte) sino ai 60 m. Caratteristica dell'ambiente precoralligeno e coralligeno, può svilupparsi anche sui rizomi e sulle matte di Posidonia oceanica.